# Francisco Farinós
Francisco Javier Farinós Zapata (né le 29 mars 1978 à Valence) est un footballeur espagnol occupant le poste de milieu de terrain.

## Carrière

### En club
Il a débuté avec l'équipe première du Valence CF en 1996. Il évolue dans l'équipe de sa ville natale pendant quatre saisons, participant aux victoires de celle-ci lors de la Coupe du Roi 1999 et de la Supercoupe d'Espagne 1999. Il est titulaire lors de la finale de la Ligue des Champions 2000 mais son équipe est défaite 3-0 par le Real Madrid.
À l'été 2000, Farinós est transféré à l'Inter Milan. Il y reste cinq saisons sans s'imposer, il fait l'objet de deux prêts à Villarreal puis au Real Majorque où il est définitivement transféré en 2005. Il reste dans ce club jusque juin 2006 puis signe à l'Hércules Alicante, club de D2 espagnole.

### En équipe nationale
Il a participé à la coupe du monde des moins de 20 ans 1997 avec la Roja. L'équipe espagnole atteint les quarts-de-finale et Farinós marque deux buts lors de la compétition.
Il obtient sa première sélection en équipe nationale le 18 août 1999 contre la Pologne. Sa deuxième et dernière sélection contre les Pays-Bas a lieu un an plus tard.

## Palmarès
- Valence CF :
  - Vainqueur de la Coupe Intertoto : 1998
  - Vainqueur de la Coupe d'Espagne de football : 1999
  - Vainqueur de la Supercoupe d'Espagne de football : 1999
  - Finaliste de la Ligue des champions : 2000
- Équipe d'Espagne :
  - 2 sélections entre 1999 et 2000